# Yury Astravukh
Yury Astravukh (tiếng Belarus: Юрый Астравух; tiếng Nga: Юрий Остроух; sinh 21 tháng 1 năm 1988) là một cầu thủ bóng đá Belarus (hậu vệ). Tính đến năm 2017, anh thi đấu cho Dinamo Minsk.

## Danh hiệu
BATE Borisov
- Vô địch Giải bóng đá ngoại hạng Belarus: 2007

Minsk
- Vô địch Cúp bóng đá Belarus: 2012–13